# Chamberlain (Uruguai)
Chamberlain és una població de l'Uruguai al sud-oest del departament de Tacuarembó. Segons el cens del 2004 tenia 51 habitants.